# Daniel Zelman
Daniel Zelman (ur. 16 czerwca 1967 roku) – amerykański aktor, scenarzysta i producent filmowy, wystąpił m.in. w serialu Układy.
W dniu 3 września 2000 roku poślubił Debrę Messing, mają syna Romana Walkera (ur. 7 kwietnia 2004).

## Filmografia

### Scenariusz
- 2008: Nie wszystko złoto co się świeci (Fool's Gold)
- 2007: The Watch
- 2007: Odszkodowanie (Damages; serial TV)
- 2004: Anakondy: Polowanie na krwawą orchideę (Anacondas: The Hunt for the Blood Orchid)
- 2000: They Nest (TV)

### Obsada aktorska

#### Filmy kinowe
- 2000: Co kryje prawda (What Lies Beneath) jako student PhD
- 1996: Mleko i pieniądz (Milk and Money jako Josh
- 1995: Wybierz mnie (Let It Be Me) jako Przyjaciel Gabriela

#### Filmy TV
- 1997: Więzienne tajemnice (Prison of Secrets) jako Rzecznik więzienia

#### Seriale TV
- 2000: Praktyka (The Practice) jako Kevin Macklin
- 1997: Dziewczyna z komputera (Weird Science) jako Żołnierz
- 1996: Ned i Stacey (Ned and Stacey) jako Dave

### Producent wykonawczy
- 2007: Odszkodowanie (Damages; serial TV)
- 2000: They Nest (TV)